# Minuskel 2814
Minuskel 2814 (in der Nummerierung nach Gregory-Aland, An20 von Soden) ist eine griechische Minuskelhandschrift des Neuen Testaments. Zuvor wurde es in allen Katalogen mit 1rK bezeichnet, jedoch später von Aland als 2814  umnummeriert. Mittels Paläographie wurde es auf das 12. Jahrhundert datiert.
Der Kodex enthält die Kommentarschrift von Andreas von Caesarea zum Buch der Offenbarung. Die letzten sechs Verse (22:16–21) fehlen. Er wurde auf Pergament in Minuskeln geschrieben mit einer Spalte von 20 Zeilen je Seite.
Der Kodex befand sich in Harburg (Öttingen-Wallersteinsche Bibl., I, 1, 4 (0), 1). Die gesamte Bibliothek und auch diese Handschrift  wurden an die Universitätsbibliothek Augsburg übergeben.
Der griechische Text der Evangelien repräsentiert den Byzantinischen Texttyp. Aland ordnete ihn in Kategorie V ein.

## Geschichte der Handschrift
Dieser Kodex wurde von Desiderius Erasmus hauptsächlich als Grundlage seiner ersten Edition des Novum Testamentum (1516) benutzt. Es ist die einzige Handschrift der Offenbarung, die Erasmus verwendete. Als Ergebnis wurden ihre Lesarten die Grundlage des Textus Receptus. 
Erasmus borgte sich das Manuskript von Reuchlin, jedoch war es für viele Jahre verschollen. Im Jahre 1861 wurde es von F. Delitzsch wiederentdeckt.